# Benoni
Benoni es una ciudad sudafricana de la provincia de Gauteng (hasta 1994 en Transvaal). Desde 2000, forma parte del área metropolitana de Ekurhuleni.

## Historia
Asignada en 1881 como granja Benoni por el general Johan Rissik del nombre bíblico del hijo de Raquel, Benomi (en hebreo "hijo de mi dolor", más tarde Benjamín). En 1887 se encontró oro y se asentaron varios mineros de Cornualles por lo que se conoció como “Little Cornwall”.
Sir George Farrar, jefe de la compañía minera, en 1904 proyectó una serie de medidas para que la ciudad minera creciera rápido como un embalse para abastecer el uso minero o la plantación de numerosos árboles. Benoni ganó el título de ciudad en 1906, y a la llegada masiva de mineros británicos le sucedieron varias oleadas de judíos que escapaban del antisemitismo de Europa occidental. En 1907 se inauguró una sinagoga y un hipódromo.
En 1922, los mineros del Witwatersrand y otros mineros del país se pusieron en huelga. Esta huelga fue parcialmente orquestada por el partido comunista sudafricano y no fue bien recibida por el gobierno tras la revolución rusa de 1917. Esta huelga enseguida se volvió en una revuelta que llegó a durar un año y en la que hubo muchas pérdidas humanas al ser bombardeados los mineros por las fuerzas aéreas y las fuerzas aéreas acometidas por los mineros. Benoni se usó como sede minera y el museo principal de la ciudad detalla todos los acontecimientos del conflicto.
En la Segunda Guerra Mundial, se entrenaron las fuerzas áreas sudafricanas en Benoni. Durante el apartheid, Benoni se designó como ciudad solo para blancos, quedando otras localidades en las afueras para negros: Daveyton y Wattville; y Actonville para indios. Estas áreas siguen existiendo, pero ya no se clasifica a sus habitantes por su raza. En la actualidad, la ciudad está volcada en la industria y los servicios y en su vida cultura existen varios museos y es sede anual del WOMAD.

## Barrios de Benoni
- Actonville
- Airfield
- Alphen Park
- Benoni North Agricultural Holdings
- Brentwood Park
- Crystal Park
- Cloverdene
- Daveyton
- Etwatwa
- Fairleads
- Farrarmere
- Goedeburg
- Jatniel
- Lakefield
- Lakeside
- Mackenzie Park
- Morehill
- Norton Estates
- Northmead
- Northvilla
- Rynfield
- The Stewards
- Wattville
- Westdene
- Western Extension

## Gente de Benoni
- Genevieve Morton
- Bryan Habana
- Mildred Mangxola
- Jessica Marais
- Brian Mitchell
- Koos Ras
- Charlize Theron
- Charlene Wittstock
- Vic Toweel
- Oliver Tambo
- Frith van der Merwe
- Mark Stent